# Лодейно Поле
Лодейно Поле (на руски: Лодейное Поле) е град в Русия, административен център на Лодейнополски район, Ленинградска област. Населението на града към 1 януари 2018 година е 19 458 души.